# Jaime Ayoví
Jaime Javier Ayoví (Atahualpa, 21 februari 1988) is een profvoetballer uit Ecuador, die als aanvaller sinds 2011 onder contract staat bij het Mexicaanse Deportivo Toluca. Hij is een neef van voetballer Walter Ayoví.

## Clubcarrière
Ayoví speelde vijf seizoenen in zijn vaderland, voordat hij in 2011 uitweek naar Mexico en tekende bij Deportivo Toluca. Hij werd in 2010 topscorer van de hoogste afdeling, de Campeonato Ecuatoriano de Fútbol, en na afloop van het seizoen uitgeroepen tot beste speler van het jaar.

## Interlandcarrière
Ayoví speelde tot dusver (27 juli 2013) 24 interlands voor Ecuador. Hij maakte zijn debuut op 4 september 2010 in de vriendschappelijke uitwedstrijd tegen Mexico (1-2), en nam in dat duel meteen de winnende treffer voor zijn rekening.

## Erelijst
Emelec
- Topscorer Campeonato Ecuatoriano

2010 (23 goals)